# Marco Hietala

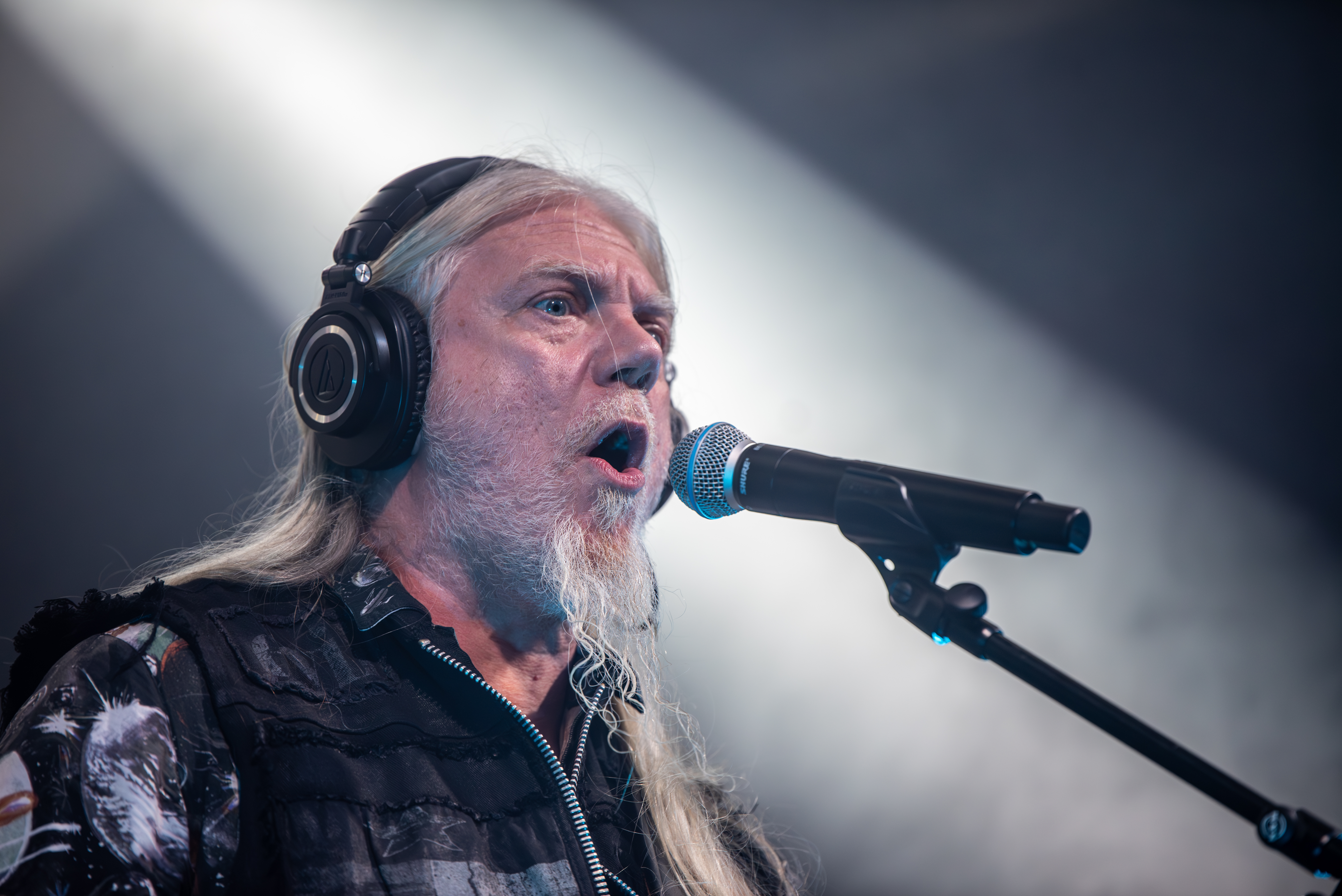
Marco Hietala, 2025

Marko „Marco“ Tapani Hietala (* 14. Januar 1966 in Tervo, Finnland) ist ein finnischer Bassist und Sänger. Neben seiner Hauptband Tarot war Hietala von 2001 bis 2021 Mitglied der Band Nightwish sowie Mitbegründer der Gruppe Northern Kings.

## Werdegang
1985 gründete Hietala zusammen mit seinem Bruder Zachary die Band Tarot. Gegen Ende des Jahrhunderts schloss er sich der Band Sinergy an, mit denen er zwei Alben aufnahm. Danach verließ er die Band. Darüber hinaus hat er zwei Jahre lang Bass, drei Jahre lang Gesang und klassische Gitarre, und insgesamt fünf Jahre Musiktheorie studiert; ebenso verfügt er über eine fünfjährige Erfahrung als Tontechniker.
Nachdem Sami Vänska Nightwish hatte verlassen müssen, wurde Marco Hietala 2001 sein Nachfolger. Seitdem übernahm er die männlichen Gesangsparts, die vorher meist von Gastsängern (z. B. Tapio Wilska oder Tony Kakko) übernommen wurden. Seine markante Stimme stellte das Gegengewicht zum weiblichen Leadgesang dar.
Weiterhin beteiligte Marco sich am Songwriting, was jedoch nach wie vor Hauptaufgabe von Gründer Tuomas Holopainen ist.
Marco Hietala spielte außerdem bei den Projekten Aina Kemanis, Altaria und Sapattivuosi und sang für die Band Delain. Außerdem beteiligt er sich an dem Projekt Northern Kings, das bekannte und erfolgreiche Rocksongs aus den 1980er Jahren covert.
Nachdem Tomi Joutsen 2005 als Sänger zur finnischen Band Amorphis gestoßen war, produzierte und arrangierte Marco Hietala zeitweise für Amorphis den Gesang. Auf den Alben Eclipse, Silent Waters und Skyforger unterstützt er Amorphis überdies mit Backing Vocals.
Am 24. Mai 2019 erschien Hietalas erstes Soloalbum Mustan Sydämen Rovio, nachdem vorab der Song Isäni Ääni als Single und Video veröffentlicht worden war. Die Songtexte sind durchweg auf Finnisch, eine englischsprachige Version ist nach Hietalas Angaben in Vorbereitung. Am 12. September 2019 kündigte Hietala über sein offizielles Facebook-Profil an, dass die englische Version des Albums am 24. Januar 2020 über Nuclear Blast unter dem Titel Pyre of the Black Heart veröffentlicht wird, gefolgt von einer kleinen Europa-Tour im Februar 2020.
2020 wurde er Sieger der finnischen Ausgabe von „The Masked Singer“.
Im Januar 2021 gab Hietala bekannt, die Band Nightwish zu verlassen und sich aus der Öffentlichkeit zurückzuziehen.
Im Oktober 2023 kündigte die Band Exit Eden die Veröffentlichung ihrer Single „Run“ an, bei welcher sie von Hietala unterstützt wurde. Die Single wurde am 24. Oktober 2023 bei Napalm Records veröffentlicht.

## Diskografie

### Mit Nightwish
- 2002: Century Child
- 2004: Once
- 2006: End of an Era (Live)
- 2007: Dark Passion Play
- 2009: Made in Hong Kong (and Various Other Places) (Live)
- 2011: Imaginaerum
- 2013: Showtime, Storytime (Live)
- 2015: Endless Forms Most Beautiful
- 2020: Human. :II: Nature.

### Mit Sinergy
- 2000: To Hell and Back
- 2002: Suicide by My Side

### Solo als Marko Hietala
- 2019: Mustan Sydämen Rovio
- 2020: Pyre of the Black Heart (englischsprachige Version von Mustan Sydämen Rovio)
- 2024: Left on Mars (Single, ft. Tarja Turunen)
- 2025: Roses from the Deep

### Sonstige
- 1999: Conquest – Worlds Apart
- 2003: Aina Kemanis – Days of Rising Doom
- 2003: Altaria – Invitation
- 2006: Delain – Lucidity
- 2006: Stoner Kings – Fuck the World
- 2007: Northern Kings – Reborn
- 2008: Northern Kings – Rethroned
- 2009: Delain – April Rain
- 2009: Sapattivuosi – Ihmisen Merkki
- 2010: Kuorosota
- 2013: Ayreon – The Theory of Everything
- 2014: Delain – Your Body is a Battleground
- 2014: Delain – Sing to Me
- 2015: Avantasia – Ghostlights
- 2018: Ayreon – Ayreon Universe – Best of Ayreon Live
- 2020: Therion – Leviathan
- 2024: Femmes Fatales – Exit Eden – Run!
- 2024: Patty Gurdy – Tavern

## Privat
Marco Hietala ist verheiratet und hat zwei Söhne. Er lebt in Kuopio, Finnland.

## Equipment
Er verwendet Equipment des deutschen Herstellers Warwick. Vor dem Jahr 2007 spielte er meistens einen Warwick Infinity Bass, danach benutzt(e) er hauptsächlich einen Warwick Vampyre Bass. Im 2011 erschienenen Musikvideo der Band Nightwish zum Titel „Storytime“ verwendet er jedoch wieder einen Warwick Infinity Bass. Seit 2012 spielt er einen Warwick Custom-Shop Buzzard im „Rusty“-Design.

## Einzelbelege
1. ↑  Chartquellen: Finnland (1) Finnland (2) Deutschland Schweiz
2. 1 2 3 4  Nightwish.com: Informationen über die Bandmitglieder auf der offiziellen Nightwish - Website (Memento vom 6. Dezember 2013 im Internet Archive) (deutsch, abgerufen am 25. Dezember 2021)
3. ↑  MySpace.com/northernkings Offizielle MySpace-Seite der Band Northern Kings (englisch, abgerufen am 23. Januar 2009)
4. ↑  Wingsofdarkness.com: Offizielle Biographie der Band Tarot (englisch, abgerufen am 23. Januar 2009)
5. ↑  Informationen zu Oceanborn (1998) (Memento vom 16. Dezember 2009 im Internet Archive)
6. ↑  Informationen zu Over The Hills And Far Away (2001) (Memento vom 2. Januar 2010 im Internet Archive)
7. ↑  Video zu Isäni Ääni veröffentlicht. In: blabbermouth.net. Abgerufen am 23. Juni 2019.
8. ↑  Marko Hietala veröffentlicht Soloalbum. In: blabbermouth.net. Abgerufen am 23. Juni 2019.
9. ↑  Nightwish: Marco Hietala geht als Sieger von „The Masked Singer“ in Finnland hervor. 22. Dezember 2020, abgerufen am 13. Juni 2025.
10. ↑  Rücktritt von Marko Hietala (englisch) auf nightwish.com; abgerufen: 12. Januar 2021
11. ↑  Instagram-Video der Band Exit Eden auf ihrem Instagram-Profil; abgerufen am 23. Oktober 2023
12. ↑  EXIT EDEN - Run! Feat. Marko Hietala (Official Video) | Napalm Records
13. ↑  Chartplatzierungen: FI CH
14. ↑  Nightwish.com: Marcos Antworten auf die Nightmail Fragen vom September 2007 (Memento vom 6. Oktober 2009 im Internet Archive) (deutsch, abgerufen am 25. Dezember 2021)
15. ↑  Nightwish.com: Marcos Antworten auf die Nightmail Fragen vom September 2008 (Memento vom 6. Oktober 2009 im Internet Archive) (deutsch, abgerufen am 25. Dezember 2021)